# 凤仪村站
凤仪村站建于1970年，是成昆铁路上的一个已经废止的铁路车站，位于云南省元谋县元马镇凤仪村。
凤仪村站原隶属昆明铁路局管辖，北上距成都站856公里，南下距昆明站244公里。